# Ладислав Бурлас
Ладислав Бурлас (словац. Ladislav Burlas; 3 квітня 1927, Трнава, Чехословаччина, нині Словаччина — 11 лютого 2024, Братислава) — словацький музикознавець, композитор і педагог.

## Життєпис
У 1946—1951 роках навчався на філософському факультеті Університету Коменського (клас Ігоря Грушовського), а в 1951—1955 — у Братиславській Вищій школі виконавських мистецтв у Йозефа Кресанека (музикознавство) і Олександра Мойзеса (композиція).
У 1951—1989 працював у Словацькій академії наук. У 1951—1954 завідувач історичним відділенням, а у 1961—1972 директор Інституту музикознавства. У 1954—1960 викладав в університеті Коменського у Братиславі. У 1973 став завідувачем музикознавчим сектором інституту мистецтвознавства.
З 1993 — професор. 2001 став деканом музикознавчого факультету Академії мистецтв у Банські Бистриці. З 1987 — голова Союзу словацьких композиторів і концертних виконавців.

## Твори
- Музика для скрипки з оркестром (1977)
- 3 струнних квартети
- Лірична музика для фортепіано (1978)

## Музикознавчі роботи
- Realistické tradície slovenskej hudby, Martin, 1952.
- Život a dielo JL Bellu, Martin, 1953.
- Alexander Moyzes, Bratislava, 1956.
- Formy a druhy hudobného umenía, Bratislava, 1962, 3-е видання +1978.
- Hudobna téoria a súčasnost, Bratislava, 1978.
- Slovenská hudobná moderna, Bratislava, 1983.
- Pohľady na súčasnú slovenskú hudobnú kultúru, Bratislava, 1987.
- Teória hudobnej pedagogiky, Prešov, 1997.
- Hudba — komunikatívny dynamizmus, Bratislava, 1998.
- Hudba — želania a rezultáty: zobrané muzikologické spisy z rokov 1957-1999, Bratislava, 2000.